# Las traquinias
Las traquinias (Τραχίνιαι: ‘mujeres de Traquinia’, también llamada Traquis o Las traquinenses) es una tragedia de Sófocles. Su fecha de composición es incierta: algunos historiadores creen que hay indicios de que, junto con Áyax y Antígona, es de las primeras de entre las que se conservan y fue escrita en los años posteriores a la Orestíada de Esquilo (años 450 a. C.); sin embargo, otros defienden que se escribió muchos años después: entre el 420 y el 410.

## Personajes
- Deyanira
- Una esclava
- Hilo
- Coro de doncellas traquinias
- Un mensajero
- Licas (heraldo de Heracles)
- Un heraldo
- Una nodriza
- Un anciano
- Heracles

## Argumento

### Contexto
Deyanira, hija de Eneo, explica cómo era pretendida por el río Aqueloo hasta que este fue derrotado por Heracles, hijo de Zeus y Alcmena. Deyanira y Heracles tuvieron dos  hijos, Macaria e Hilo, pero él apenas los veía porque siempre estaba fuera de su casa ocupado con sus trabajos. Después de morir Deyanira y Heracles, sus descendientes  fueron expulsados de Tirinto a Traquinia (en Malis, un poco al oeste de las Termópilas).
Heracles está ausente de su casa desde hace quince meses, en los que no ha dado noticias, y Deyanira está atormentada por si le ha ocurrido alguna desgracia.

### Hilo es enviado en busca de Heracles
Deyanira, aconsejada por una esclava, envía a Hilo, su hijo, en busca de su padre. Hilo, antes de partir, explica que los rumores dicen que tras haber servido a una mujer lidia, Heracles se dispone a ir a la isla de Eubea a luchar contra la ciudad donde reina Éurito. Deyanira ha escuchado un oráculo que vaticinaba que Heracles bien moriría allí o bien, tras sobrevivir al combate, llevaría una vida pacífica. Hilo sale en busca de su padre dispuesto a ayudarle si fuera necesario.

### Noticias sobre la batalla
El coro de doncellas traquinias intenta tranquilizar a Deyanira con el argumento de que Zeus reparte alegrías y miserias entre los mortales pero se preocupa por sus propios hijos.
Deyanira explica que su mayor preocupación es debida a que su esposo dejó al abandonar unas tablillas donde se explica el oráculo mencionado anteriormente.
Llega un mensajero anuncia la llegada de Heracles a la cercana Eubea, con señales de victoria. Esto es confirmado por el informe de un heraldo llamado Licas, quien trae consigo un séquito de mujeres cautivas tomadas por Heracles cuando saqueó Ecalia, la ciudad de su enemigo Eurito.
El heraldo explica que Heracles se encuentra aún en Eubea realizando ofrendas en honor a Zeus. A continuación relata que Heracles reunió un ejército para asolar la ciudad de Eurito a causa de que este no había sido hospitalario con él e incluso lo había echado de su casa; como venganza, Heracles había matado a Ifito, el hijo de Eurito. Por este asesinato, Zeus lo había hecho vender como esclavo y la mujer lidia a la que Heracles tuvo que servir durante un año era Onfalia.

### Presencia de Yole
Deyanira se compadece de las esclavas. Pregunta por una de ellas, pero Licas no quiere decir nada sobre ella. Luego descubre, informada por el mensajero, que se trata de Yole, hija de Eurito, de la que Heracles se ha enamorado. Se entabla una discusión entre el heraldo y el mensajero sobre los motivos por los que Licas no quiere hablar de la esclava. Finalmente Licas confiesa que ha ocultado el amor de Heracles por Yole por temor a la reacción de Deyanira.

### El plan de Deyanira
Con un filtro amoroso que le dio el centauro Neso en el momento de morir a manos de Heracles, decide recuperar el amor de su marido y empapa con el filtro una túnica que le va a enviar. Demasiado tarde descubre que el filtro ha corroído un trozo de lana y que en realidad es un veneno mortal.

### El veneno hace efecto

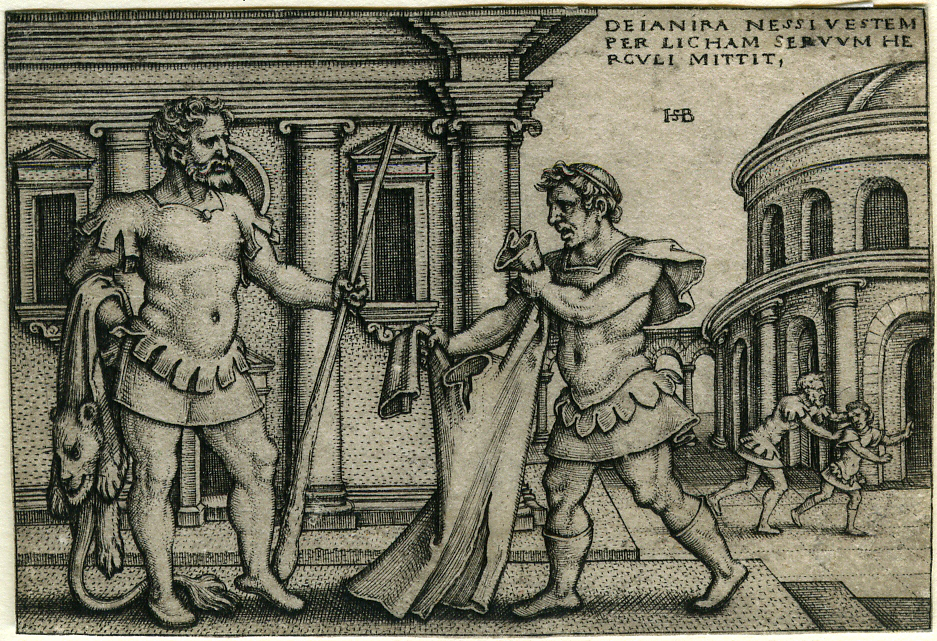
Licas ofreciendo a Heracles el peplo envenenado, por Sebald Beham (1500-1550).

Llega Hilo en ese momento y relata cómo Heracles se puso el peplo que le había dado Licas como regalo de Deyanira. Mientras realizaba sacrificios se empezó a retorcer de dolor a causa del veneno de la hidra que contenía. Mató a Licas y maldijo su matrimonio con Deyanira. Hilo también acusa a su madre de que su padre vaya a morir por su culpa.

### Muerte de Deyanira
El coro de doncellas traquinias se lamenta de la desgracia sufrida. Llegan a acusar a Afrodita de ser el origen de los males que han ocurrido. Llega una nodriza que anuncia que Deyanira, enloquecida por su desgracia, se había suicidado hundiéndose una espada en el costado.

### Muerte de Heracles
Traen al agonizante Heracles; este, al despertar de un sueño, vuelve a sentir un enorme dolor y pretende vengarse de Deyanira. Hilo le explica que ella ha muerto y que su intención no era matarlo sino recuperar su amor, pero el filtro amoroso que había recibido del centauro Neso en realidad había sido un engaño que contenía el veneno.
Heracles explica a Hilo que el oráculo había vaticinado que moriría a manos de un habitante del Hades y que tras la batalla en Eubea iban a acabar sus trabajos; ambas cosas se iban a cumplir, pues había muerto a causa de un ardid de Neso y que sus trabajos iban a acabar puesto que para un muerto ya no hay trabajos.
Luego hace jurar a Hilo que lo llevará al monte Eta y que lo quemará allí en un pira antes de que aumente su agonía, y que después se case con Yole. Hilo consiente a regañadientes, reprochando con amargura a los dioses el trato que dan a su padre.